# Jardin floral du château de Digeon
Le jardin floral du château de Digeon, situé sur la commune de Morvillers-Saint-Saturnin dans le département de la Somme, est un jardin privé ouvert à la visite.

## Caractéristiques
Le domaine se compose de quatre parties distinctes :

### Le château et la ferme
La ferme et le château sont bâtis en brique en style Napoléon III. La transformation des anciens communs en une ferme modèle, construite entre 1860 et 1868, témoigne des progrès de l’agriculture au XIXe siècle. 
Le château de style néo-classique brique et pierre, est protégé partiellement en tant que monument historique (façades et toitures) : inscription par arrêté du 27 décembre 2004.
La ferme modèle est protégée en tant que monument historique : classement par arrêté du 10 octobre 2005

### Le parc
Le parc paysager à l’anglaise, d’une superficie de deux hectares, a gardé l'essentiel de l'ancien ordonnancement, avec les pelouses principales, les espaces arborés dans lesquels on peut voir un séquoia géant de 8 mètres de circonférence et d'environ 38 mètres de haut et un séquoia pendulum, les clôtures intérieures… Un sentier botanique, planté de vivaces sauvages de Picardie permet de le découvrir.

### Le jardin potager
Le potager, de forme rectangulaire, a été reconstitué sur le même emplacement et a gardé ses anciennes limites. C’est un jardin à la française d'une superficie de 3 500 m2, véritable jardin d’agrément où les légumes alternent avec des arbustes et des plantes vivaces. Les massifs sont entourés de bordures de buis.

### La roseraie
Située derrière la ferme, elle rassemble des dizaines d’espèces de rosiers modernes d’une longue durée de floraison et quelques espèces anciennes.
Le parc et le jardin, y compris le potager, sont protégés en tant que monument historique : inscription par arrêté du 27 décembre 2004.

## Flore(listes non exhaustives)

### Arbres remarquables
- Ginkgo biloba
- Mélèze d'Europe
- Poiriers centenaires
- Séquoia
- Tulipier  géant
- Virgilier à bois jaune (Cladrastis)

### Arbustes
- Érable du Japon
- Houx panachés
- Hydrangeas
- Rhododendrons
- Viburnum

### Plantes vivaces
- Hostas
- Iris
- Géraniums

Le plan d’eau, la cascade, une statue, des grottes, des nymphées… complètent l’ornementation.

## Pour approfondir